# Группа армий «Г»
Группа армий «Г» — оперативно-стратегическое объединение в вооружённых силах Германии во время Второй мировой войны. Группа армий действовала в 1944—1945 в Южной Франции и Юго-Западной Германии.

## Боевые действия
Группа армий «Г» была сформирована 10 мая 1944 из 1-й и 19-й армии для обороны южного побережья Франции. 15 августа союзные войска сбросили десанты в южных французских городах. В связи с неудачами немцев в Нормандии, чтобы избежать окружения, командованию группы армий было приказано отступать на северо-восток к немецкой границе. 1-я армия отступала в парижском направлении, а 19-я армия выходила к Вогезским горам. В августе в группу армий была включена 5-я танковая армия, которая провела неудачную попытку атаковать 3-ю американскую армию, чтобы задержать её наступление. После чего танковая армия была вновь возвращена группе армий «B», а войска группы армий «Г» к ноябрю отошли в район Эльзаса и Лотарингии.
В январе 1945 войска группы армий вместе с группой армий «Верхний Рейн», в которую была включена 19-я армия, попытались провести наступательную операцию в районе Эльзаса и Лотарингии против 7-й американской армии. Операция закончилась неудачно, перешедшие в наступление американо-французские войска к 9 февраля полностью разгромили группу армий «Верхний Рейн».
После этого оставшиеся месяцы войны группа армий «Г», состоя наполовину из плохо вооружённых батальонов фольксштурма и значительно уступая противнику в силах, вела бои в районах Вюртемберга и Баварии. 5 мая 1945 года командование группы армий подписало капитуляцию перед американским командованием в посёлке Хар, возле Мюнхена.

## Состав группы армий
- 1-я полевая армия (10 мая — август 1944, сентябрь 1944 — апрель 1945)
- 19-я полевая армия (10 мая — 31 декабря 1944, 19 февраля — 8 мая 1945)
- 5-я танковая армия (18 августа — 22 сентября 1944)
- 7-я полевая армия (апрель 1945)

## Командующие группой армий
- Йоханнес Бласковиц (10 мая — 21 сентября 1944)
- Герман Бальк (21 сентября — 24 декабря 1944)
- Йоханнес Бласковиц (24 декабря 1944 — 28 января 1945)
- Пауль Хауссер (28 января — 4 апреля 1945)
- Фридрих Шульц (4 апреля — 10 мая 1945)

## Операции и сражения в которых участвовала группа армий
- Южно-Французская операция
- Эльзасско-Лотарингская операция
- Центрально-Европейская операция